# Listă de decenii
| Secolul XXI     | Anii 2000    | Anii 2010     | Anii 2020     | Anii 2030     | Anii 2040     | Anii 2050     | Anii 2060     | Anii 2070     | Anii 2080     | Anii 2090     |
| Secolul XX      | Anii 1900    | Anii 1910     | Anii 1920     | Anii 1930     | Anii 1940     | Anii 1950     | Anii 1960     | Anii 1970     | Anii 1980     | Anii 1990     |
| Secolul XIX     | Anii 1800    | Anii 1810     | Anii 1820     | Anii 1830     | Anii 1840     | Anii 1850     | Anii 1860     | Anii 1870     | Anii 1880     | Anii 1890     |
| Secolul XVIII   | Anii 1700    | Anii 1710     | Anii 1720     | Anii 1730     | Anii 1740     | Anii 1750     | Anii 1760     | Anii 1770     | Anii 1780     | Anii 1790     |
| Secolul XVII    | Anii 1600    | Anii 1610     | Anii 1620     | Anii 1630     | Anii 1640     | Anii 1650     | Anii 1660     | Anii 1670     | Anii 1680     | Anii 1690     |
| Secolul XVI     | Anii 1500    | Anii 1510     | Anii 1520     | Anii 1530     | Anii 1540     | Anii 1550     | Anii 1560     | Anii 1570     | Anii 1580     | Anii 1590     |
| Secolul XV      | Anii 1400    | Anii 1410     | Anii 1420     | Anii 1430     | Anii 1440     | Anii 1450     | Anii 1460     | Anii 1470     | Anii 1480     | Anii 1490     |
| Secolul XIV     | Anii 1300    | Anii 1310     | Anii 1320     | Anii 1330     | Anii 1340     | Anii 1350     | Anii 1360     | Anii 1370     | Anii 1380     | Anii 1390     |
| Secolul XIII    | Anii 1200    | Anii 1210     | Anii 1220     | Anii 1230     | Anii 1240     | Anii 1250     | Anii 1260     | Anii 1270     | Anii 1280     | Anii 1290     |
| Secolul XII     | Anii 1100    | Anii 1110     | Anii 1120     | Anii 1130     | Anii 1140     | Anii 1150     | Anii 1160     | Anii 1170     | Anii 1180     | Anii 1190     |
| Secolul XI      | Anii 1000    | Anii 1010     | Anii 1020     | Anii 1030     | Anii 1040     | Anii 1050     | Anii 1060     | Anii 1070     | Anii 1080     | Anii 1090     |
| Secolul X       | Anii 900     | Anii 910      | Anii 920      | Anii 930      | Anii 940      | Anii 950      | Anii 960      | Anii 970      | Anii 980      | Anii 990      |
| Secolul IX      | Anii 800     | Anii 810      | Anii 820      | Anii 830      | Anii 840      | Anii 850      | Anii 860      | Anii 870      | Anii 880      | Anii 890      |
| Secolul VIII    | Anii 700     | Anii 710      | Anii 720      | Anii 730      | Anii 740      | Anii 750      | Anii 760      | Anii 770      | Anii 780      | Anii 790      |
| Secolul VII     | Anii 600     | Anii 610      | Anii 620      | Anii 630      | Anii 640      | Anii 650      | Anii 660      | Anii 670      | Anii 680      | Anii 690      |
| Secolul VI      | Anii 500     | Anii 510      | Anii 520      | Anii 530      | Anii 540      | Anii 550      | Anii 560      | Anii 570      | Anii 580      | Anii 590      |
| Secolul V       | Anii 400     | Anii 410      | Anii 420      | Anii 430      | Anii 440      | Anii 450      | Anii 460      | Anii 470      | Anii 480      | Anii 490      |
| Secolul IV      | Anii 300     | Anii 310      | Anii 320      | Anii 330      | Anii 340      | Anii 350      | Anii 360      | Anii 370      | Anii 380      | Anii 390      |
| Secolul III     | Anii 200     | Anii 210      | Anii 220      | Anii 230      | Anii 240      | Anii 250      | Anii 260      | Anii 270      | Anii 280      | Anii 290      |
| Secolul II      | Anii 100     | Anii 110      | Anii 120      | Anii 130      | Anii 140      | Anii 150      | Anii 160      | Anii 170      | Anii 180      | Anii 190      |
| Secolul I       | Anii 0       | Anii 10       | Anii 20       | Anii 30       | Anii 40       | Anii 50       | Anii 60       | Anii 70       | Anii 80       | Anii 90       |
| Secolul I î.Hr. | Anii 0 î.Hr. | Anii 10 î.Hr. | Anii 20 î.Hr. | Anii 30 î.Hr. | Anii 40 î.Hr. | Anii 50 î.Hr. | Anii 60 î.Hr. | Anii 70 î.Hr. | Anii 80 î.Hr. | Anii 90 î.Hr. |